# Chris Lewis
Chris Lewis, född 3 mars 1957 i Auckland, Nya Zeeland, är en före detta tennisspelare. Han började sin professionella karriär 1975, och avslutade den 1986. 